# Mailis Reps

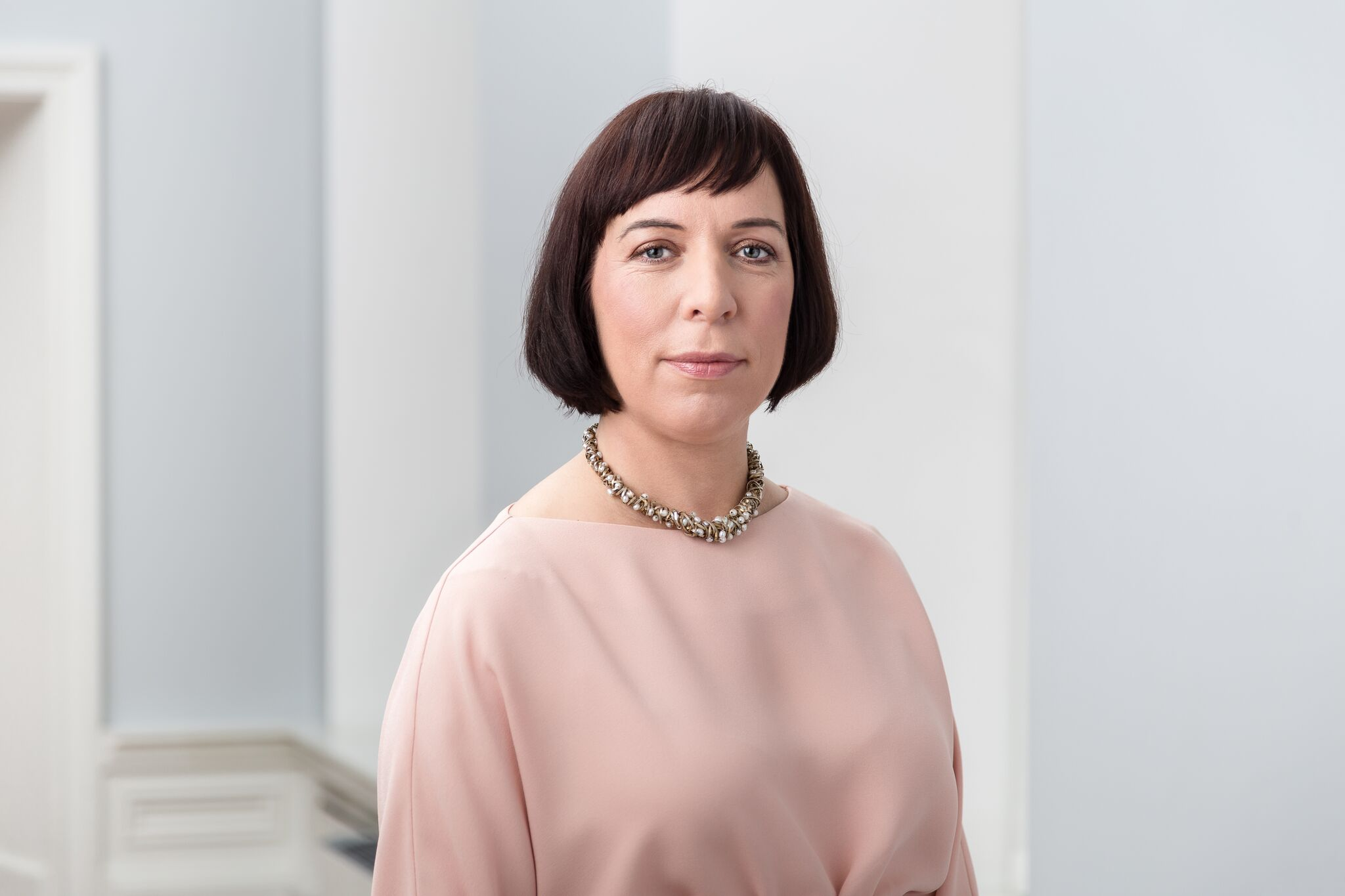
Mailis Reps (2017)

Mailis Reps (geb. Rand; * 13. Januar 1975 in Tallinn) ist eine estnische Politikerin. Von November 2016 bis November 2020 war sie Ministerin für Bildung und Forschung der Republik Estland. Ein Amt, das sie zuvor schon zweimal 2002/2003 und von 2005 bis 2007 innehatte.

## Leben

### Ausbildung
Mailis Reps studierte nach ihrem Abitur von 1993 bis 1998 an der privaten Tallinner Hochschule Akadeemia Nord Rechtswissenschaft. 1996/97 studierte sie Wirtschaftswissenschaft in Michigan, 1998/99 Jura an der Central European University in Budapest und 1999/2000 Europäische Beziehungen an der Universität Maastricht.

### Politische Tätigkeit
2000/2001 war Mailis Reps bei der Europäischen Kommission (Generaldirektion Personal und Verwaltung) angestellt. Danach widmete sie sich der Politik. Sie gehört der Zentrumspartei (Keskerakond) an.
Von 2003 bis 2005 war Mailis Reps Abgeordnete im estnischen Parlament (Riigikogu). Von Januar 2002 bis April 2004 war sie Bildungsministerin (seit 1. Januar 2003 Ministerin für Bildung und Forschung) der Republik Estland im Kabinett von Ministerpräsident Siim Kallas. Anschließend wechselte sie als Abgeordnete zurück ins Parlament.
Von April 2005 bis April 2007 war sie erneut im Kabinett von Ministerpräsident Andrus Ansip Ministerin für Bildung und Forschung. Seit dem Ausscheiden der Zentrumspartei aus der Regierung wurde sie wieder Mitglied des Parlaments. Seit 2005 ist Mailis Reps stellvertretende Vorsitzende der Zentrumspartei. 2016 kandidierte sie vergeblich für das Amt der estnischen Staatspräsidentin.
Seit dem 23. November 2016 war Mailis Reps im Kabinett von Ministerpräsident Jüri Ratas erneut Ministerin für Bildung und Forschung der Republik Estland und behielt dieses Amt nach der Parlamentswahl 2019. Nachdem ein estnisches Nachrichtenportal aufgedeckt hatte, dass sie ihren Dienstwagen für private Zwecke genutzt hatte, bat sie ihren Rücktritt an und wurde am 21. November 2020 durch Präsidentin Kersti Kaljulaid offiziell entlassen. Sie kehrte daraufhin als Abgeordnete ins Parlament zurück und übernahm später den Fraktionsvorsitz bei der Zentrumspartei.

### Privates
Mailis Reps war mit dem lettischen Anwalt Agris Repšs verheiratet. Zusammen haben sie sechs Kinder. Das Paar wurde 2019 geschieden.

## Auszeichnungen
- 2007: Großes Goldenes Ehrenzeichen am Bande für Verdienste um die Republik Österreich[4]